# Somos tú y yo, un nuevo día
Un nuevo día (Somos tú y yo, un nuevo dia) è una serie televisiva statunitense e venezuelana per adolescenti e ragazzi, trasmessa per la prima volta nel 2009 su Boomerang e dalla rete free to air Venevisión in Venezuela, e successivamente in diversi Paesi in tutto il mondo. La serie si basa sul film americano, Grease - Brillantina ed è il sequel di Somos tú y yo, andata in onda dal 25 giugno 2007 al 13 novembre 2008.
La serie è andata in onda in Italia dal 7 luglio 2016 su Rai Gulp.

## Trama
La storia è ambientata negli anni '50, Víctor Rodríguez, è un giovane onesto che sogna di diventare una rockstar internazionale, quando i suoi genitori muoiono, decide di trasferirsi negli Stati Uniti e promette alla sua ragazza Cheryl Sánchez che rimarrà sempre in contatto con lei, ma dopo mesi, Cheryl non riceve alcuna lettera e decide di dimenticarlo. Tre anni dopo, Víctor torna nel paese, ma scopre che tutto è cambiato quando vede che la sua vecchia banda, Los Tigres, lo ha sostituito con Arán come leader, e ancora peggio, scopre che la sua ex ragazza, Cheryl, è diventata la leader di un gruppo di ragazze chiamato, Las Reinas e che è diventata una ragazza popolare e tosta che non vuole sapere più nulla di lui. D'altra parte, ha un'amica della sua giovinezza, che lo ha aspettato per tutto il tempo in cui era fuori dal paese, Rosmery, una ragazza dall'aspetto un po' virile, che è un meccanico nell'officina della famiglia Rodríguez e segretamente innamorato di lui. 
Con il loro nuovo leader, Los Tigres è passato da Jorge, Víctor, Luciano e Ricardo ad Arán, Gustavo, Luciano, Jorge e Ricardo, tutti ragazzi popolari in città. In esso ci sono Los Artistas, Hendrick, Andrés, Alejandro, Gabriel, Erick, Oriana, Yuvana e Claudia, sono i bambini ricchi che recitano in uno spettacolo televisivo, The Hendrick Show. Con questo, Arán approfitta per conquistare Cheryl, mentre Rosmery, un ottimo meccanico e Oriana, una star della televisione, si innamorano di Víctor e cercano di separarlo definitivamente da Cheryl.

## Episodi
| Stagione       | Episodi | Prima TV USA | Prima TV Italia |
| -------------- | ------- | ------------ | --------------- |
| Prima stagione | 50      | 2009         | 2016            |

## Personaggi e interpreti

### Personaggi principali
- Cheryl Sánchez / Candy, interpretato da Sheryl Rubio e doppiata in italiano da Simona Chirizzi.
Protagonista della serie, è una ragazza umile e semplice, dotata di un gran talento per la musica, Cheryl fa parte del gruppo de Las Reinas, le ragazze più belle e popolari dell'Accademia Granadillo. Quando partecipa agli spettacoli televisivi diventa Candy, la nuova star.
- Víctor Rodríguez, interpretata da Victor Drija e doppiato in italiano da Matteo Liofredi.
È l’affascinante fondatore del gruppo Los Tigres, e il fidanzato di Cheryl. Prima di scoprire che Candy è in realtà Cheryl, cerca di corteggiarla, senza successo. Alla fine scopre che Cheryl non ha mai ricevuto una sua lettera e così decide di ricominciare con lei
- Arán Gutiérrez, interpretato da Arán de las Casas e doppiato in italiano da Andrea Di Cicco.
È leader del gruppo Los Tigres, ne vuole approfittare per conquistare il cuore di Cheryl. Detesta Victor, fondatore di Los Tigres e cerca in tutti modi di mettergli i bastoni tra le ruote.
- Rosmery "Ros" Rivas, interpretata da Rosmeri Marval e doppiata in italiano da Jessica Bologna.
 È una meccanica dura ma in fondo buona, è la migliore amica di Víctor e segretamente innamorata di lui. Alla fine si innamora di Aran, capo di Los Tigres.
- Hendrick Welles, interpretato da Hendrick Bages e doppiato in italiano da Sacha Pilara.
 È un ragazzo affascinante, ma scorretto e don Giovanni che vuole conquistare tutte le ragazze, conduttore di The Hendrick Show.
- Oriana Castillo, interpretata da Oriana Ramirez e doppiata in italiano da Sara Ballerani.
È una ragazza molto bella quanto falsa e manipolatrice.

### Personaggi secondari
- Jorge Gómez, interpretata da Jorge Torres e doppiato in italiano da Danny Francucci.
- Kelly Mendoza, interpretata da Kelly Durán e doppiata in italiano da Francesca Rinaldi.
- Vanessa Mejías, interpretato da Vanessa Suarez e doppiata in italiano da Veronica Cuscusa.
- Rosangela "Rosy", interpretata da Rosangélica Piscitelli e doppiata in italiano da Mattea Serpello.
- Ricardo "Ricky" José, interpretato da Ricardo Páez e doppiato in italiano da Andrea Diantti.
- Luciano, interpretata da Luciano Muguerza e doppiato in italiano da Luca Scaglia.
- Yuvana, interpretata da Yuvanna Montalvo e doppiata in italiano da Melissa Maccari.
- Claudia, interpretata da Claudia Morales e doppiata in italiano da Silvia Barone.
- Gabriel Velásquez, interpretato da Gabriel Coronel e doppiata in italiano Angelo Evangelista.

## Produzione
Vladimir Pérez espresse l'intenzione di realizzare uno spin-off di Somos tú y yo già nel 2009, sotto forma di film televisivo, mantenendo come protagoniste Sheryl Rubio e Victor Drija. La serie si basa sul film americano, Grease - Brillantina ed è il sequel di Somos tú y yo. I produttori della serie mantennero l'elenco originale della serie.
La serie segue i passi dei personaggi di Sheryl Rubio e Victor Drija, con il personaggi antagonisti interpretati da Oriana Ramirez e Hendrick Bages. La storia venne mantenuta con la propria essenza, però modificarono alcune cose nella serie. I produTtori in realta non cambiarono molto nella storia e nei personaggi. La serie uscì nel 2009 ed ottenne buoni livelli di udienza e ricevette commenti positivi da parte dei seguaci di Grease - Brillantina. I produttori della serie dicesero di rinnovare la serie ed, in aggiunta, di realizzare anche una terza stagione, creando così uno spin-off di Somos tú y yo, il quale fu accettato da parte del publico.

## Curiosità
- Somos tú y yo - Un nuevo día è uno spin-off di Somos tú y yo.
- La serie è basata e segue i passi del film americano, Grease - Brillantina.
- La serie venne adattata da Vladimir Pérez, ma è stato creato da Jim Jacobs y Warren Casey.
- L'attrice Sheryl Rubio interpretò nella serie i personaggi di Cheryl Sánchez e Candy.
- Nella prima stagione di Somos tú y yo, la cattiva era interpretata da Rosmeri Marval, in questo spin-off la cattiva principale è l'attrice Oriana Ramírez.
- I 15 anni dell'attrice Rosmeri Marval furono celebrati nella serie girando una puntata dove il suo personaggio compie 15 anni, anche se in realtà compí lei gli anni.
- Il cattivo di questa nuova storia è Hendrick Bages, nella prima stagione di Somos tú y yo è Arán de las Casas.
- Nella prima e seconda stagione di Somos tú y yo, l'attrice Kelly Dúran, interpretó una ragazza nobile di buon cuore. In questa storia, l'attrice interpreta una ragazza egoista, invidiosa e senza scrupoli, la quale odia a morte Cheryl.

## Diffusione
Il telefilm è trasmesso in vari paesi del mondo, fra cui:
| Paese           | Canale/i           | Data uscita    | Titolo nel paese            | Lingua     | Fonte |
| --------------- | ------------------ | -------------- | --------------------------- | ---------- | ----- |
| Messico         | Boomerang          | 17 agosto 2009 | Somos tú y yo, un nuevo día | Spagnolo   |       |
| Argentina       | Boomerang          | 17 agosto 2009 | Somos tú y yo, un nuevo día | Spagnolo   |       |
| Paraguay        | Boomerang          | 17 agosto 2009 | Somos tú y yo, un nuevo día | Spagnolo   |       |
| Colombia        | Boomerang          | 17 agosto 2009 | Somos tú y yo, un nuevo día | Spagnolo   |       |
| Bolivia         | Boomerang          | 17 agosto 2009 | Somos tú y yo, un nuevo día | Spagnolo   |       |
| Costa Rica      | Boomerang          | 17 agosto 2009 | Somos tú y yo, un nuevo día | Spagnolo   |       |
| Ecuador         | Boomerang          | 17 agosto 2009 | Somos tú y yo, un nuevo día | Spagnolo   |       |
| Cile            | Boomerang          | 17 agosto 2009 | Somos tú y yo, un nuevo día | Spagnolo   |       |
| Paraguay        | Boomerang          | 17 agosto 2009 | Somos tú y yo, un nuevo día | Spagnolo   |       |
| El Salvador     | Boomerang          | 17 agosto 2009 | Somos tú y yo, un nuevo día | Spagnolo   |       |
| Guatemala       | Boomerang          | 17 agosto 2009 | Somos tú y yo, un nuevo día | Spagnolo   |       |
| Honduras        | Boomerang          | 17 agosto 2009 | Somos tú y yo, un nuevo día | Spagnolo   |       |
| Nicaragua       | Boomerang          | 17 agosto 2009 | Somos tú y yo, un nuevo día | Spagnolo   |       |
| Panama          | Boomerang          | 17 agosto 2009 | Somos tú y yo, un nuevo día | Spagnolo   |       |
| Uruguay         | Boomerang          | 17 agosto 2009 | Somos tú y yo, un nuevo día | Spagnolo   |       |
| Venezuela       | Boomerang          | 17 agosto 2009 | Somos tú y yo, un nuevo día | Spagnolo   |       |
| Perù            | Boomerang          | 17 agosto 2009 | Somos tú y yo, un nuevo día | Spagnolo   |       |
| Rep. Dominicana | Boomerang          | 17 agosto 2009 | Somos tú y yo, un nuevo día | Spagnolo   |       |
| Spagna          | Boomerang España   | 17 agosto 2009 | Somos tú y yo, un nuevo día | Spagnolo   |       |
| Portogallo      | Boomerang Portugal | 17 agosto 2009 | Somos tú y yo, un nuevo día | Portoghese |       |
| Brasile         | Boomerang Brasil   | 17 agosto 2009 | Somos tú y yo, un nuevo día | Portoghese |       |
| Filippine       | GMA Network        | 27 giugno 2013 | Somos tú y yo, un nuevo día | Filippino  |       |
| Stati Uniti     | Univision          | 31 maggio 2011 | Somos tú yo, un nuevo día   | Spagnolo   |       |
| Stati Uniti     | Telefutura         | 31 maggio 2011 | Somos tú yo, un nuevo día   | Spagnolo   |       |
| Stati Uniti     | Netflix            | 2 maggio 2012  | Somos tú yo, un nuevo día   | Inglese    |       |
| Italia          | Rai Gulp           | 7 luglio 2016  | Un nuevo día                | Italiano   |       |